# Italia en la Copa Mundial de Rugby de 2003
La Selección de rugby de Italia fue uno de los 20 participantes de la Copa Mundial de Rugby de 2003 que se realizó en Australia.
Fue la quinta participación de los Azzurri en la Copa Mundial de Rugby.

## Plantel
| Nombre                  | Posición       | Club                |
| ----------------------- | -------------- | ------------------- |
| Carlo Festuccia         | hooker         | Parma               |
| Fabio Ongaro            | hooker         | Benetton Rugby      |
| Martin Castrogiovanni   | hooker         | Rugby Calvisano     |
| Andrea Lo Cicero        | pilar          | Stade Toulousain    |
| Ramiro Martínez         | pilar          | Benetton Rugby      |
| Salvatore Perugini      | pilar          | Rugby Calvisano     |
| Cristian Bezzi          | pilar          | Rugby Viadana       |
| Marco Bortolami         | segunda línea  | Petrarca Rugby      |
| Carlo Checchinato       | segunda línea  | Benetton Rugby      |
| Santiago Dellapè        | segunda línea  | Benetton Rugby      |
| Andrea Benatti          | ala            | Aironi Rugby        |
| Mauro Bergamasco        | ala            | Stade Français      |
| Andrea de Rossi (c.)    | ala            | Rugby Calvisano     |
| Scott Palmer            | ala            | Benetton Rugby      |
| Aaron Persico           | ala            | Leeds Tykes         |
| Sergio Parisse          | número 8       | Benetton Rugby      |
| Matthew Phillips        | número 8       | Rugby Viadana       |
| Alessandro Troncon (c.) | medio scrum    | Benetton Rugby      |
| Matteo Mazzantini       | medio scrum    | Rugby Viadana       |
| Francesco Mazzariol     | medio apertura | Benetton Rugby      |
| Rima Wakarua            | medio apertura | Rugby Leonessa 1928 |
| Matteo Barbini          | centro         | Benetton Rugby      |
| Manuel Dallan           | centro         | Veneziamestre Rugby |
| Cristian Stoica         | centro         | Montpellier         |
| Gonzalo Canale          | centro         | Benetton Rugby      |
| Denis Dallan            | wing           | Benetton Rugby      |
| Nicola Mazzucato        | wing           | Rugby Calvisano     |
| Mirco Bergamasco        | wing           | Stade Français      |
| Gert Peens              | zaguero        | L'Aquila Rugby      |
| Andrea Masi             | zaguero        | Rugby Viadana       |

## Participación

### Grupo D
| Equipo        | Gan. | Emp. | Per. | A favor | En contra | Extra | Puntos |
| ------------- | ---- | ---- | ---- | ------- | --------- | ----- | ------ |
| Nueva Zelanda | 4    | 0    | 0    | 282     | 57        | 4     | 20     |
| Gales         | 3    | 0    | 1    | 132     | 98        | 2     | 14     |
| Italia        | 2    | 0    | 2    | 77      | 123       | 0     | 8      |
| Canadá        | 1    | 0    | 3    | 54      | 135       | 1     | 5      |
| Tonga         | 0    | 0    | 4    | 46      | 178       | 1     | 1      |
| 11 de octubre | Nueva Zelanda | 70 - 7 | Italia | Telstra Dome, Melbourne |  |

| 15 de octubre | Italia | 36 - 12 | Tonga | Canberra Stadium, Canberra |  |

| 21 de octubre | Italia | 19 - 14 | Canadá | Canberra Stadium, Canberra |  |

| 25 de octubre | Italia | 15 - 27 | Gales | Canberra Stadium, Canberra |  |